# IPod
L'iPod è un lettore portatile di musica digitale basato su hard disk e memoria flash, presentato sul mercato da Apple il 23 ottobre 2001 e commercializzato in vari modelli articolati in diverse generazioni fino a maggio 2022 con la dismissione dell'iPod touch, l'ultimo rimasto.
Oltre ad essere un lettore musicale, quasi tutti gli iPod possono essere usati come unità disco esterne. Alcuni modelli si sono evoluti diventando lettori multimediali con capacità di visualizzazione foto, riproduzione e registrazione video, acquisendo alcune funzionalità dei palmari come consultazione calendari e contatti, fino ad arrivare ad una versatilità vicina a quella di un iPhone.

## Caratteristiche
L'iPod nelle sue prime versioni ha un involucro in policarbonato bianco nella parte anteriore, mentre di alluminio nella posteriore. Nel corso degli anni e dei vari modelli si sono aggiunti diversi colori e come materiale si è preferito l'alluminio. Tutti gli iPod sono dotati di batterie ricaricabili non sostituibili dall'utente. Al debutto iPod era compatibile solo con i Macintosh e solo successivamente ha acquisito il supporto per Windows.

### Interfaccia

La ghiera girevole (click wheel) dell'iPod

Nelle prime versioni il display è di tipo LCD monocromatico. iPod Photo diventa il primo modello con lo schermo a colori, miglioria che si riversa anche negli altri modelli con le iterazioni successive. iPod shuffle è l'unico modello che rimane privo di schermo.
I modelli Classic, Mini e Nano (fino alla quinta generazione) sono contraddistinti dalla presenza della ghiera girevole sotto lo schermo, sistema principale per interagire con il dispositivo. Essa è formata da una superficie ad anello touch per scorrere tra i contenuti e di tasti fisici disposti sotto di essa per impartire comandi come conferme o controllare la riproduzione (Play/Pausa, Traccia Successiva/Precedente). Come input, iPod touch e Nano (dalla sesta versione) adottano uno schermo multi-touch, mentre iPod shuffle detiene una ghiera di semplici tasti fisici, eccetto per la terza versione che ne è totalmente priva.

### Software
iPod è progettato per funzionare assieme ad iTunes e ad iTunes Store. Contrariamente ad altri lettori MP3, non permette di operare direttamente sui file al suo interno, ma il caricamento, la sincronizzazione dei dati e la gestione del dispositivo sono delegate tramite iTunes. Un iPod si può sincronizzare con un solo computer alla volta. I contenuti (principalmente musica, ma talvolta anche foto, calendari, rubriche) possono essere trasferiti manualmente selezionando di volta in volta gli elementi da copiare, oppure con una sincronizzazione completa che duplica la libreria iTunes nell'iPod. Se si collega il lettore ad un altro computer con iTunes, è possibile accedere al contenuto del lettore e aggiungere brani se è impostata la gestione manuale del dispositivo, ma le aggiunte sono perse quando iPod si ricollega al suo computer principale. Nel caso si decidesse di sincronizzarlo con il secondo computer, la libreria dell'iPod viene completamente sostituita con quella nuova.
Esistono tuttavia vari software gratuiti di terze parti alternativi ad iTunes (spesso criticato dagli utenti come eccessivamente invasivo), che permettono un accesso completo alla memoria del lettore dal computer.
iPod supporta le canzoni codificate nei formati MP3, WAV, AAC, AIFF, Apple Lossless e il formato di audio libri Audible e può riprodurre musica acquistata dall'iTunes Store. Non può riprodurre brani di altri negozi di musica online protetti da DRM. L'iPod Photo può visualizzare immagini JPEG, BMP, GIF, TIFF, and PNG. Gli iPod capaci di riprodurre video leggono filmati MPEG-4 (H.264/MPEG-4 AVC) e QuickTime entro certe risoluzioni e bitrate.
La funzionalità di unità disco esterna è disponibile per tutti i modelli tranne iPod Touch.

### Porte e connessioni

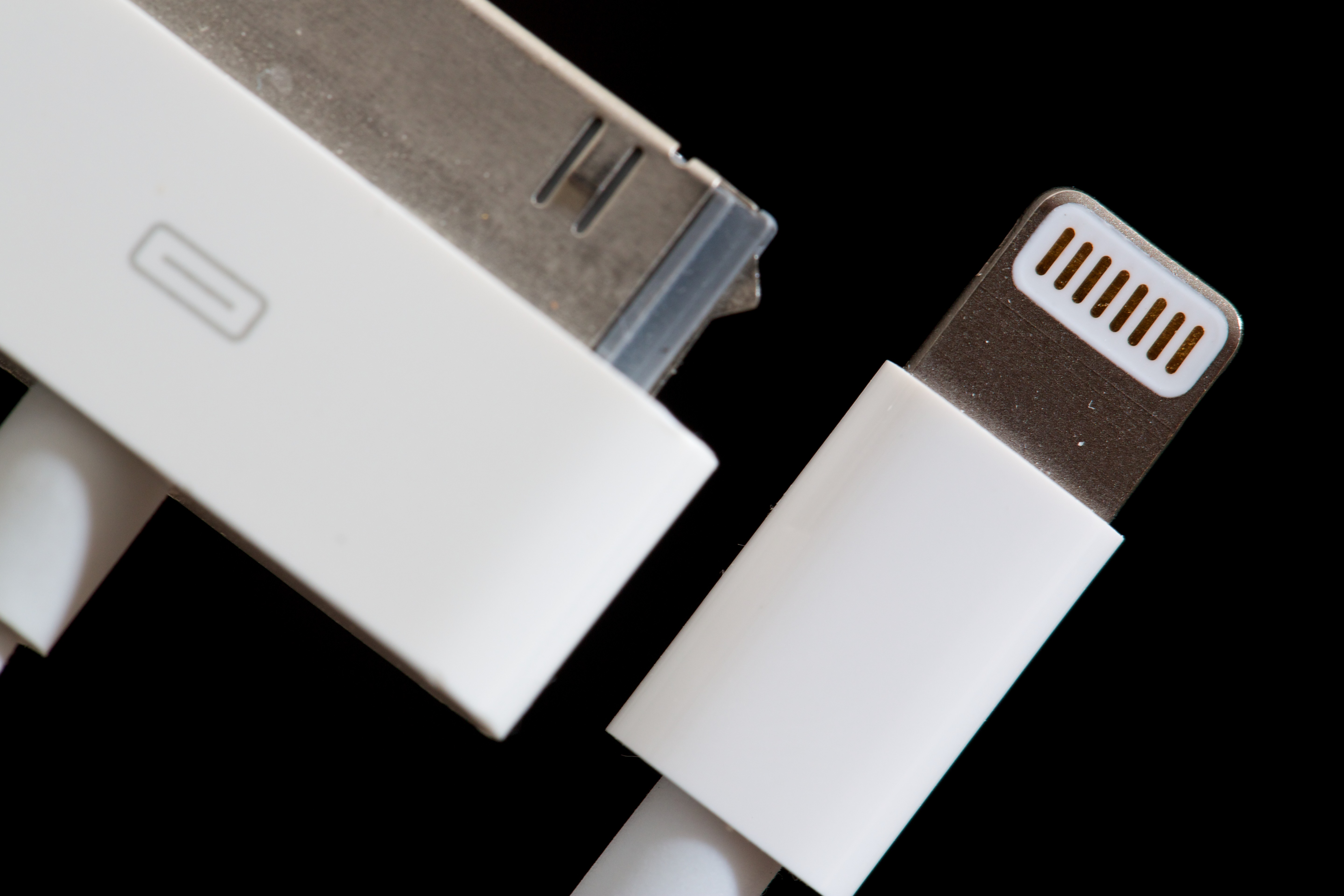
Connettori Dock e Lightning

Gli iPod come uscita audio analogica principale hanno sempre adottato il jack stereo da 3,5mm. Come trasferimento dati e ricarica i primi modelli utilizzano una porta Firewire, sostituita dal 2003 dal Connettore Dock, capace di usare sia il protocollo Firewire che USB per lo scambio dati, ricarica e per il routing audio e video analogici. Dall'autunno 2012 la linea iPod contestualmente agli iPhone passa al connettore Lightning via USB. Lightning supporta solo audio e video digitali.
L'unico modello a non seguire le orme del resto della linea è l'iPod Shuffle, dove nella prima generazione usa un connettore standard USB, mentre nelle successive viene sfruttato il jack cuffie.
iPod Touch, come gli altri dispositivi iOS, può sincronizzare il contenuto della libreria con iTunes via Wi-Fi. Il cavo è sempre richiesto per altre operazioni tipo reset di fabbrica da computer.

### Auricolari
Gli auricolari standard Apple consentono invece la fruizione della musica praticamente ovunque, con un accettabile grado di isolamento acustico rispetto all'ambiente. Gli auricolari sono stati aggiornati periodicamente nel tempo. Apple con gli iPod ha sempre fornito dei semplici auricolari senza telecomando. Come alternativa di fascia più alta, Apple successivamente ha lanciato una linea di auricolari canalari ("In-ear headphones") che aumentano l'isolamento rispetto ai rumori ambientali ed enfatizzano la risposta sonora alle alte frequenze.

## iPod Classic

### Prima generazione

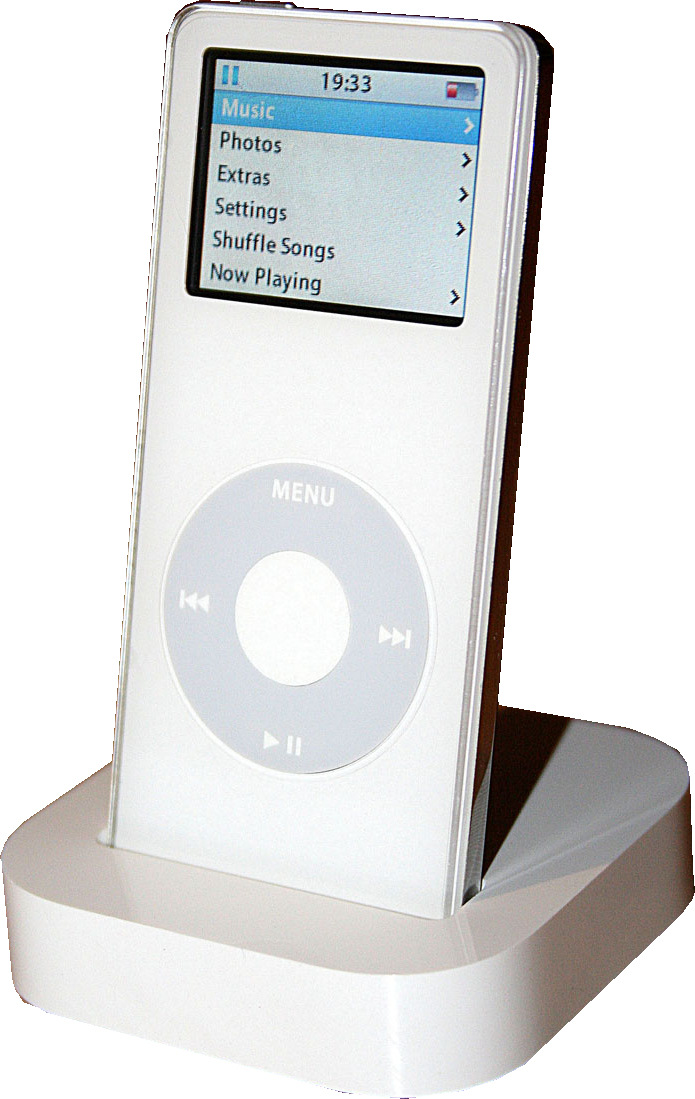
L'iPod nano, in colorazione bianca, alloggiato nella sua base.

La prima generazione di iPod viene lanciata il 23 ottobre 2001, e presenta al suo interno un mini hard disk da 1,8" prodotto da Toshiba dalla capienza di 5 GB.
Molto compatto e semplice da usare, si comandava attraverso una ghiera meccanica circolare che permetteva di scorrere nella libreria musicale in modo molto veloce e mediante l'uso del solo pollice.
Per la sincronizzazione del lettore, Apple prevede una connessione FireWire, 35 volte più veloce della USB 1.1.
La prima generazione di iPod era compatibile e sincronizzabile esclusivamente con computer Macintosh.
Rimane famoso per essere il primo dispositivo portatile in grado di riprodurre musica prodotto da Apple inc.
Durante la progettazione Jonathan Ive si ispirò chiaramente alla Radio T3 del noto designer Dieter Rams.

### Seconda generazione
Il 17 luglio 2002, al Macworld Expo Apple lancia la seconda generazione di iPod. I nuovi iPod introdotti hanno capacità di 10 e 20 GB e non presentano più la ghiera meccanica ma una ghiera (fissa) sensibile al tatto, prodotta da Synaptics. Questa generazione introdusse la compatibità con Microsoft Windows.

### Terza generazione
Per la terza edizione dell'iPod sono stati messi in commercio tre dispositivi dalle caratteristiche simili, che si differenziano solo per la capacità di memoria e per gli accessori contenuti nella confezione. Esiste pertanto una versione che può contenere 15 GB di musica e dati, una da 20 GB e infine una terza da 40 GB.
Per questa versione viene abbandonato il connettore FireWire sull'iPod per fare spazio a un nuovo connettore a 30 pin (dock connector), molto più sottile rispetto a una presa FireWire; in questo modo viene ulteriormente diminuito lo spessore del lettore.

### Quarta generazione
La quarta edizione uscita il 19 luglio 2004 è esteriormente simile alla terza. Sono scomparsi i quattro tasti, che adesso sono integrati nella ghiera, ed è di un millimetro più sottile della versione precedente. L'autonomia viene portata a 12 ore di musica consecutiva e dal listino è scomparso il modello da 15 GB, forse per evitare di cannibalizzare il mercato dell'iPod mini. Vi è una riduzione generalizzata del prezzo dei modelli rimasti in commercio, la versione da 20 GB e da 40 GB.

### Quinta generazione
Il 12 ottobre 2005, il famoso "One more thing" di Apple era una nuova versione dell'iPod. Questa nuova implementazione del player è dotata anche di funzionalità video e pertanto di un display più ampio, da 2,5 pollici, mezzo pollice in più rispetto al modello precedente; anche la risoluzione è stata migliorata e portata a 320 × 240 pixel. I video si possono vedere anche su un televisore collegando l'iPod attraverso un cavo apposito.
Le dimensioni sono invariate rispetto all'iPod 4G, tranne che nello spessore, che è inferiore (11 mm per il modello da 30 GB e 14 mm per quello da 60 GB: circa 3 mm più sottile rispetto al modello precedente).
Era disponibile in due tagli di memoria, da 30 GB (329 euro) e da 60 GB (449 euro), e in due colorazioni: la classica bianca e, per la prima volta, anche la nera.
Venne resa disponibile anche la versione limitata U2, disponibile da 30 GB con ghiera rossa e lato cromato nero con le serigrafie delle firme dei componenti degli U2.
Anche gli accessori in dotazione cambiano rispetto all'iPod 4G/Photo/Color: non è più presente l'alimentatore ma soltanto il cavo USB per la sincronizzazione e la ricarica; in più è dotato di una custodia di base in neoprene.
Bisogna altresì ricordare che molti esperti ritengono che l'iPod Video non sia stato creato esplicitamente per vedere filmati e video musicali e potrebbe essere considerato come una versione migliorata del suo predecessore: infatti esso comprende, fra le altre funzioni, anche i codec necessari per riprodurre videoclip musicali o brevi filmati, come i video podcast, distribuiti esclusivamente attraverso l'iTunes Store.
A ottobre 2006, venne introdotta una generazione generalmente nota come la 5.5, ovverosia una 5 con numerosi miglioramenti alla "vecchia" 5, come lo spessore ridotto del modello da 30 GB, il nuovo modello di auricolari inclusi nella confezione, un monitor più luminoso del 60% a fronte di una riduzione del consumo energetico, ecc. Un nuovo modello da 80 GB sostituisce quello da 60 GB.
Infine, Apple pubblicò un aggiornamento per il firmware di tutti gli iPod Video il quale, tra le altre migliorie, offre la possibilità di riprodurre filmati fino a una risoluzione di 640 × 480 pixel (standard VGA). Tale aggiornamento consente anche l'esecuzione di videogiochi per iPod appositamente sviluppati e distribuiti a pagamento tramite iTunes Store.

### Sesta generazione
Il 5 settembre 2007, Apple presentò la sesta incarnazione dell'iPod, stavolta dandogli un nome, "classic". Questo modello si evidenzia per un look "all metal", con la parte frontale in alluminio e non più in policarbonato, ed è dotato di una nuova interfaccia grafica con integrata la modalità CoverFlow. Sparisce il modello bianco, per via del nuovo materiale, e viene sostituito dal colore alluminio sbiancato.
Una novità tecnica è l'adozione del display con illuminazione non più a lampade, bensì a LED, con miglioramento sia della qualità video, dato dal maggior contrasto, che della durata della batteria, per cui la Casa dichiara riproduzione audio continua fino a 40 ore. Inoltre, gli iPod diventano ancora più sottili: per esempio, il modello più grande è tre millimetri più sottile del modello precedente.
Il 9 settembre 2008, in un evento Apple denominato "Let's Rock", il CEO di Apple Steve Jobs annunciò l'uscita di scena dei precedenti modelli da 80 e 160GB per far posto ad un unico modello di 120 GB, con le stesse dimensioni del precedente 80 GB e disponibile nei colori argento e nero.
Nel nuovo iPod classic venne introdotta la funzionalità Genius, che permette di creare playlist casuali, il più possibile conformi al brano iniziale. Il prezzo ufficiale per il mercato italiano era di 229,00€. Lo stesso giorno dell'anno successivo la capacità venne aumentata a 160 GB, con conseguente crescita del prezzo a 247€.
Nel corso del 2010, durante l'evento musicale Apple del 1º settembre, l'azienda non presentò alcuna novità riguardante il dispositivo, mantenendo medesima capacità (160 GB) e medesimo prezzo (247€).
iPod classic non venne aggiornato neanche negli anni successivi (2011, 2012 e 2013) uscendo ufficialmente di scena il 9 settembre 2014, con Apple che ne interrompe la produzione e silenziosamente lo rimuove dall'Apple Store online. In un'intervista successiva, il CEO Tim Cook spiegò con le seguenti parole la scelta dell'azienda di rimuovere iPod classic dalla gamma:

## iPod photo
Il 26 ottobre 2004, Steve Jobs presentò, con i componenti del gruppo musicale U2, una versione speciale dell'iPod chiamata iPod U2 Special Edition. Questa versione dell'iPod è nera anteriormente con una ghiera rossa e posteriormente porta incise le firme dei componenti del gruppo musicale U2. Jobs presentò anche l'iPod photo, una versione modificata dell'iPod di quarta generazione. L'iPod photo è dotato di uno schermo a colori ed è in grado di memorizzare e riprodurre fotografie digitali oltre, ovviamente, alla musica.

## iPod shuffle

### Prima generazione
L'11 gennaio 2005 Apple ha presentato un'altra incarnazione dell'iPod, l'iPod shuffle. Questa versione dell'iPod è basata su memorie flash, invece di essere basato su hard disk, come tutti gli altri iPod prodotti fino a quel momento. Questo ha reso l'apparecchio economico, leggero e molto piccolo ma nel contempo la capacità è inferiore (da 512 MB e da 1 GB) e Apple ha deciso di eliminare il display per ragioni di costo e di consumo.
Dimensioni (in millimetri): 84 × 25 × 8,4; Peso: 22 g
Il 7 febbraio 2006, in concomitanza al lancio dell'iPod nano da 1 GB, la Apple ha abbassato i prezzi dell'iPod shuffle di quasi il 30%.

### Seconda generazione
Il 12 settembre 2006 Steve Jobs ha lanciato una nuova versione di iPod shuffle, tutto in alluminio e molto più piccolo del precedente.Le sue dimensioni inclusa la clip sono 41,2 × 27,3 × 10,5 mm, ha un peso pari a 15,6 g ed una capacità da 1 GB. Il prezzo di lancio è stato fissato a 79$.
Il 5 settembre 2007 viene presentato iPod shuffle in nuovi colori pastello.
Il 19 febbraio 2008 viene introdotto un modello con 2 GB di memoria al prezzo di 69$ e il modello da 1 GB viene scontato a 49$.
Il 9 settembre 2008 i precedenti colori vengono sostituiti con dei nuovi più vivaci.

### Terza generazione
L'11 marzo 2009 compare sullo store online di Apple il nuovo iPod shuffle. È il più piccolo iPod mai prodotto: misura 4,5×1,7 cm ed è spesso solo 7 mm. Si presenta con corpo interamente in alluminio andodizzato nero o silver. Scompaiono i tasti che vengono collocati sul cavo delle cuffie (le stesse di iPod touch di seconda generazione). Non manca la clip. Un'altra novità è il VoiceOver, cioè una voce che legge il titolo della canzone che si sta ascoltando. Ha una capienza di 4GB al prezzo di 75€ nelle colorazioni silver e black.
Il 9 settembre 2009 sono stati introdotti cinque modelli colorati (silver, black, blu, verde e rosa) nelle versioni da 2 e 4 GB rispettivamente a 61 e 81 Euro. Sempre in quella occasione è stata presentata una Special Edition in acciaio lucido inossidabile con 4 GB di capacità, venduta solo negli Apple Store e nell'Apple Online Store al prezzo di 100€.

### Quarta generazione
Il 1º settembre 2010 durante l'evento musicale dedicato agli iPod, Apple presenta la quarta generazione di iPod shuffle. Il nuovo dispositivo riprende in parte il design dell'iPod shuffle di seconda generazione (infatti vi è la presenza di tasti fisici), ma con dimensioni minori: misura 29,0 mm in altezza, 31,6 mm in larghezza, e con una profondità di 8,7 mm. Il peso del lettore è di 12,5 grammi. Le caratteristiche tecniche del dispositivo sono le medesime del dispositivo della generazione precedente.

## iPod mini

### Prima generazione
In gennaio 2004 Steve Jobs ha presentato un'altra incarnazione dell'iPod, l'iPod mini. Questa versione dell'iPod è basata su hard disk come l'iPod normale, possiede uno schermo monocromatico e ha una capacità di archiviazione di 4 GB.

### Seconda generazione
Alla fine di febbraio 2005 viene presentata la seconda generazione dell'iPod mini. Questa versione è disponibile con hard disk da 4 o 6 GB.

## iPod nano

### Prima generazione
Il 7 settembre 2005 viene presentato l'iPod nano: è il diretto discendente dell'iPod mini, del quale l'iPod nano sarà il sostituto, ma è estremamente più sottile, anche grazie all'uso di memoria flash al posto dell'hard disk: appena 6,9 mm. Possiede uno schermo a colori da 1,5 pollici di diagonale e può visualizzare anche le fotografie.
Il nuovo iPod nano cambia anche il look nei materiali, per cui non sono più di alluminio colorato bensì prendono la livrea dei fratelli maggiori: bianco o nero in policarbonato, con il retro cromato. Le capacità sono di 1, 2 e 4 GB.
Il 15 giugno 2006 vengono abbassati i prezzi dell'iPod nano: il modello da 1 GB passa da 159 a 149 euro, il modello da 2 GB passa da 204 a 199 euro mentre il modello da 4 GB scende da 263 a 249 euro.

### Seconda generazione
In settembre 2006 viene lanciata sul mercato la seconda generazione di iPod nano, che a differenza del suo predecessore presenta un corpo completamente in alluminio satinato dai bordi smussati (in linea con i vecchi iPod mini). Il nuovo iPod nano cambia anche in capienza e disponibili colorazioni, si passa alle seguenti versioni e colorazioni: 2 GB (Argento, 159 euro); 4 GB (Argento, Verde, Azzurro, Rosa, Rosso (Product Red), 209 euro); 8 GB (Nero, Rosso (Product Red), 259 euro). A ottobre 2006, il prezzo è stato ridotto di 10 euro su ciascuna versione.
In questa nuova versione altezza e larghezza rimangono invariate, mentre lo spessore passa da 6,9 a 6,5 mm e il peso varia da 42 a 40 g.
Alcuni accessori creati per la versione precedente (per esempio i proteggi display in plastica trasparente) possono non essere compatibili a causa dei bordi arrotondati. Altra cosa a sfavore dell'utente è la mancanza del CD di installazione di iTunes (software per la gestione dei file musicali su iPod). Suddetto software però viene pubblicato gratuitamente, tramite il download dal sito del produttore. Tale assenza è giustificata dalle dimensioni ridotte della scatola, che non permette il contenimento di un CD, nonostante lo stesso iPod sia una memoria rimovibile e quindi possa contenere iTunes.

### Terza generazione
Il 5 settembre 2007, Apple presenta, insieme all'iPod classic, la terza generazione di iPod nano. Questo modello si evidenzia per un diverso fattore di forma e per uno schermo da 2 pollici ma con risoluzione di 320 × 240 pixel (con densità di 203 pixel per pollice). Tecnicamente, il nuovo iPod nano prende le caratteristiche tecniche del nuovo iPod classic (il display è illuminato a LED, l'interfaccia grafica integra la modalità CoverFlow, gestisce le animazioni e i videogiochi, legge i file video MPEG-4 e H.264).

L'iPod è stato introdotto nei tagli da 4 e 8 GB con prezzi di 149 e 199 euro (in pratica, allo stesso prezzo del modello precedente). Il modello da 4 GB è disponibile unicamente nel colore grigio, mentre per il modello da 8 GB si può scegliere tra grigio, azzurro, verde, nero e rosso (Product Red). Dal 23 gennaio 2008, in previsione della festa di San Valentino, è disponibile anche un modello dal case di colore rosa nel taglio da 8 GB e senza variazioni di prezzo.

Come adeguamento del valore del dollaro rispetto all'euro, il 4 marzo 2008 i prezzi sono stati ridotti di 10 euro.

### Quarta generazione
Il 9 settembre 2008 è stata presentata la quarta generazione di iPod nano.
Il design segna un ritorno al passato, riproponendo quello degli iPod nano 2G, ma con dei bordi più arrotondati.
Il Nano si colloca al centro della famiglia iPod, e riprende dall'iPhone e dall'iPod touch l'accelerometro: basta metterlo su un fianco e le copertine dei dischi scorrono con Cover Flow, mentre i film si vedono meglio sullo schermo in orizzontale.
Scuotendolo, si passa alla canzone successiva, in modalità Shuffle.
Questo modello è inoltre in grado di gestire tutte le funzionalità delle nuove cuffie che apple ha messo in commercio contemporaneamente all'iPod Shuffle 3rd gen, consentendo di regolare il volume e cambiare canzone direttamente dai comandi lungo il filo, nonché di registrare audio mono con il microfono integrato nelle cuffie.
Inoltre nasce la nuova gamma di colori la Nano-Cromatic comprendente una vasta gamma di 9 colori: argento, nero, viola, azzurro, verde, giallo, arancione, rosso, rosa.
L'iPod nano è in vendita nei modelli da 8 GB e 16 GB: la versione da 4 GB è stata prodotta in esclusiva per l'Italia.

### Quinta generazione
Il 9 settembre 2009 Apple ha presentato la quinta generazione dell'iPod nano. Esteticamente è uguale alla generazione precedente (salvo per l'abbandono dell'effetto opaco sulla scocca per uno più lucido), ma il display è leggermente più grande (2,2 pollici). Nel retro è stata inserita una videocamera ed uno speaker, ed è inoltre presente un microfono. L'iPod è inoltre dotato di un ricevitore FM che permette di ascoltare la radio.

### Sesta generazione
Il 1º settembre 2010, Steve Jobs ha presentato la nuova linea di iPod. Fra questi, l'iPod nano è cambiato radicalmente: si presenta interamente costituito da uno schermo quadrato multitouch da 1,5"; ha perso la videocamera, ma è diventato molto più maneggevole. Possiede anche una clip che permette di appenderlo agli abiti mentre si ascolta la musica.

### Settima generazione
Il 12 settembre 2012, Tim Cook ha presentato la settima generazione di iPod nano. Completamente riprogettato, è ora dotato di un display da 2,5" e un tasto "Home", due tasti per regolare il volume e il nuovo connettore Lightning. È aumentata la capienza della batteria agli ioni di litio, che può raggiungere le 40 ore di riproduzione musica e le 3,5 ore di riproduzione video. Per la prima volta nella famiglia degli iPod nano, è stato integrato il Bluetooth, che consente di utilizzare impianti stereo o cuffie con tale tecnologia. Ha la parte frontale con un vetro di colore bianco, mentre il retro in alluminio anodizzato è disponibile in nero, rosa, celeste, grigio, verde, giallo, rosso oppure rosso fuoco per la versione (Product) RED. È stata tolta dal commercio la versione da 8GB, rimanendo solo quella da 16 GB al prezzo di 179 €.

## iPod touch

Un iPod touch 1G

### Prima generazione
Il 5 settembre 2007, Apple ha presentato una nuova versione del suo iPod, l'iPod touch.
L'iPod touch si basa sul concetto dell'iPhone, di cui ricalca dimensioni, stile e caratteristiche (multitouchscreen da 3,5 pollici).
Disponibile in tre formati, da 8, 16 e 32 GB, i cui prezzi sono rispettivamente di 279, 369 e 459 euro, l'iPod touch dispone di un'antenna WiFi, integra Safari, il browser web di casa Apple, e la possibilità di vedere video in streaming da YouTube; inoltre, grazie alla stessa connettività Wi-Fi, si può accedere direttamente all'iTunes Store, nuovo negozio online Apple per acquistare le canzoni direttamente dal dispositivo.
A giugno 2008 l'iPod touch beneficerà dello stesso aggiornamento al firmware 2.0 dell'iPhone. Il nuovo firmware permetterà l'installazione di applicazioni di terzi distribuite tramite l'iTunes Store (sia del dispositivo con l'App Store, che del computer).

### Seconda generazione
Il 9 settembre 2008, poco dopo un anno dalla sua prima presentazione, Steve Jobs ha presentato all'evento Let's Rock l'iPod touch di seconda generazione.
Sostanzialmente non cambia molto, ma vengono apportate lievi ma importanti modifiche estetiche che lo presentano più simile l'iPhone 3G.
È stato aggiunto un altoparlante (mono) per ascoltare la musica senza cuffie, e due tasti laterali per aumentare o diminuire il volume.
Viene inoltre aggiunta come nell'iPod nano e su iTunes 8 la funzione Genius, che permette di creare playlist automatiche basate sui brani affini a quello attualmente in ascolto.
Con questa nuova versione è anche possibile utilizzare il sensore Nike+iPod senza un ricevitore aggiuntivo.
L'iPod touch 2G si presenta anche come piccolo rivale di PSP e Nintendo DS, infatti il nuovo spot americano si conclude con la frase «Il più divertente di sempre.», viste le sue nuove doti per i giochi scaricabili dall'App Store.

### Terza generazione
Il 9 settembre 2009 è stata presentata una versione aggiornata dell'iPod touch 2G, che presenta un modello con capacità di 64 GB (mentre viene dismesso il modello da 16 GB), auricolari con telecomando e microfono e prestazioni più veloci, oltre ovviamente ad altre funzioni come il controllo vocale, il registratore di memo vocali, il supporto nativo per OpenGL e soprattutto un'impercettibile riduzione dello spessore ed ingrandimento dello schermo, che è sensibilmente migliorato nella nuova generazione di iPod touch. Questa versione è ritenuta da alcuni la terza generazione dell'iPod touch ma forse sarebbe più appropriata, data la minima quantità di modifiche apportate, definirla con "seconda generazione e mezzo".

### Quarta generazione
Il 1º settembre 2010 è stata presentata una nuova versione di iPod touch, con rimodellamenti estetici, fotocamera frontale per FaceTime e posteriore per scattare foto (960x640) e registrare video a 720p e inoltre il nuovo processore, SoC Apple A4, Display Retina con 326 pixel per pollice e giroscopio a tre assi. Il Sistema Operativo iOS 4.1 integra una applicazione chiamata GameCenter per giocare in multigiocatore on-line. Le capacità sono di 8 GB a 199 €, 32 GB a 309 € e 64 GB a 409 €. Con l'uscita dell'iPod touch 5g, è stato aggiunto un iPod touch 4g con capacità di 16 GB, al prezzo di 219 €.

### Quinta generazione
Il 12 settembre 2012 viene presentata una nuova versione dell'iPod touch dopo due anni senza aggiornamenti. Esso subisce notevoli cambiamenti, sia hardware che software. Il nuovo iPod touch ha la parte frontale di colore bianca, mentre il retro di alluminio anodizzato, è disponibile in 5 colori: ardesia (parte frontale nera), grigio, azzurro, giallo e rosa. Inizialmente è disponibile in due soli formati: 32GB e 64GB. Le altre novità sono il processore Apple A5 dual-core da 1 GHz, la fotocamera iSight da 5 megapixel con possibilità di registrare video in Full HD, Flash LED, nuovo connettore Lightning, FaceTime HD Camera con registrazione in HD, display da 4 pollici, nuovo laccetto iPod touch Loop e spessore ridotto. Il 30 maggio 2013, Apple pubblica anche la versione da 16GB, priva di fotocamera posteriore iSight da 5MP e laccetto Loop, e acquistabile solo in colorazione grigia. Nel giugno 2014, Apple rese disponibile la versione da 16 GB come le versioni da 32 GB e 64 GB, ovvero con fotocamera, laccetto iPod touch loop e 5 colorazioni differenti.

### Sesta generazione
Il 15 Luglio 2015 venne presentata una nuova versione dell'iPod touch dopo un anno con aggiornamento. Essa subisce notevoli cambiamenti, sia hardware che software, il nuovo iPod touch ha la parte frontale di colore oro mentre il retro d'oro anodizzato è disponibile in 5 colori siderale (parte frontale grigia), nero rosso oro e rosa inizialmente è disponibili in tre formati 32GB 128GB e 256GB. Le altre novità sono il processore Apple A8 dual-core da 1.1 GHz la fotocamera iSight da 5 megapixel con possibilità di registrare video in Full HD Flash Led nuovo connettore Lighthing FaceTime HD Camera con registrazione in HD display da 4 pollici nuovo laccetto iPod touch Loop e spessore ridotto. Nel giugno 2017 Apple rese disponibile la versione da 128GB come le versioni da 32 GB e 256GB ovvero con fotocamera laccetto iPod touch loop e 5 colorazioni differenti

### Settima generazione
Il 12 gennaio 2019 venne presentata una nuova versione dell'iPod touch dopo un anno con aggiornamento. Essa subisce notevoli cambiamenti, sia hardware che software, il nuovo iPod touch ha la parte frontale di colore oro mentre il retro d'oro anodizzato è disponibile in 5 colori siderale (parte frontale grigia), nero rosso oro e rosa inizialmente è disponibile in tre formati 32GB 128GB e 256GB. Le altre novità sono il processore Apple A10 Fusion, la fotocamera da 8 megapixel con possibilità di registrare video in Full HD Flash Led nuovo connettore Lighthing FaceTime HD Camera con registrazione in HD display da 4 pollici nuovo laccetto iPod touch Loop e spessore ridotto.

## Modelli
| Modello | Generazione    | Immagine                         | Capacità | Caratteristiche principali | Tipo di carica                                  | Connettore            | Data di presentazione                            | Prezzo di lancio (US$)             | Prezzo di lancio (EUR)                              |
| ------- | -------------- | -------------------------------- | --- | --- | ----------------------------------------------- | --------------------- | ------------------------------------------------ | ---------------------------------- | --------------------------------------------------- |
| classic | Prima          | iPod prima generazione           | 5, 10 GB | Primo modello, rotella meccanica di scorrimento | FireWire                                        | FireWire              | 23 ottobre 2001                                  | 399$, 499$                         |                                                     |
| classic | Seconda        | iPod seconda generazione         | 10, 20 GB | La rotella diventa sensibile allo sfioramento, la porta Firewire ha una copertura, pulsante di blocco rivisto | FireWire                                        | FireWire              | 17 luglio 2002                                   | 399$, 499$                         |                                                     |
| classic | Terza          | iPod terza generazione           | 10, 15, 20, 30, 40 GB | Pulsanti posti sopra la rotella, la rotella diventa sensibile alla pressione. Appare la porta per il connettore del Dock. Nuovo schermo | FireWire (USB solo per la sincronizzazione)     | Dock connector        | 28 aprile 2003                                   | 299$, 399$, 499$                   |                                                     |
| classic | Quarta (photo) | iPod photo quarta generazione    | 20, 30, 40, 60 GB | Pulsanti posti nella rotella in modo da formare la "Click Wheel". Viene introdotto il modello con schermo a colori (Photo) nell'ottobre 2004, nel giugno 2005 rimpiazza quello monocromatico. | FireWire o USB                                  | Dock connector        | 19 luglio 2004                                   | 299$, 349$, 399$, 449$             |                                                     |
| classic | Quinta (video) | iPod quinta generazione          | 30, 60, 80 GB | Riduzione di dimensione e creazione della variante nera. Largo schermo per mostrare video e testi. Rimosso l'alimentatore universale e i cavi audio/video dalla confezione La revisione di settembre 2006 (chiamata spesso generazione 5.5) include un display migliore una batteria a più lunga durata e una funzione di ricerca | USB (FireWire solo per la carica della batteria | Dock connector        | 12 ottobre 2005                                  | 299$, 399$ (in seguito 249$, 349$) | - , 399€                                            |
| classic | Sesta          | iPod classic sesta generazione   | 80, 160 GB | Nuovo design "arrotondato", scocca in acciaio Anodizzato, interfaccia coverflow, nuovo sistema operativo, dimensioni lievemente ridotte, nascita del colore "silver" in sostituzione del tradizionale bianco, aumento dell'autonomia, schermo più luminoso. La revisione di settembre 2008 comporta la riduzione della capacità dell'HD da 160GB del precedente a 120GB e l'introduzione della funzionalità genius. Nel settembre del 2009, la capacità dell'HD è stata portata a 160GB | USB (FireWire solo per la carica della batteria | Dock connector        | 5 settembre 2007                                 | 249$, 349$                         | 229€, 247€ (in seguito 279€)                        |
| mini    | Prima          | iPod mini prima generazione      | 4 GB | Disponibile in 5 colori. Introduzione della "Click Wheel" compatta, adottata in seguito anche dall'iPod di quarta generazione | USB o FireWire                                  | Dock connector        | 6 gennaio 2004                                   | 249$                               |                                                     |
| mini    | Seconda        | iPod mini prima generazione      | 4, 6 GB | Maggior durata della batteria. Il testo nella "Click Wheel" segue il colore del corpo in alluminio. Eliminato caricabatteria dalla confezione e dismesso il colore Oro. | USB o FireWire                                  | Dock connector        | 22 febbraio 2005                                 | 199$, 249$                         |                                                     |
| nano    | Prima          | iPod nano prima generazione      | 1, 2, 4 GB | Nuovo modello successore dell'iPod mini. Riduzione della dimensione grazie all'uso di memorie flash, schermo a colori con supporto dei testi | USB (FireWire solo per carica batteria)         | Dock connector        | 7 settembre 2005                                 | 149$, 199$, 249$                   | 159€, 204€, 263€                                    |
| nano    | Seconda        | 4 GB blue iPod nano              | 2, 4, 8 GB | Case in alluminio anodizzato in sei colori. Schermo più luminoso e maggior autonomia della batteria, funzione di ricerca inclusa. | USB (FireWire solo per carica batteria)         | Dock connector        | 12 settembre 2006                                | 149$, 199$, 249$                   | 159€, 209€, 259€                                    |
| nano    | Terza          | iPod nano terza generazione      | 4, 8 GB | Case anodizzato, schermo wide, giochi, video e interfaccia coverflow | USB                                             | Dock connector        | 5 settembre 2007                                 | 149$, 199$                         | 149€, 199€                                          |
| nano    | Quarta         | iPod nano quarta generazione     | 8, 16 GB | Design allungato, nuovi colori, schermo wide verticale, sensore di movimento, shake to shuffle, funzione Genius, interfaccia utente rinnovata. | USB                                             | Dock connector        | 9 settembre 2008                                 | 149$, 199$                         | 149€, 199€                                          |
| nano    | Quinta         | iPod nano quinta generazione     | 8, 16 GB | Schermo allungato wide verticale, colori metallizzati, videocamera a 30fps, speaker e microfono. È inoltre dotato di radio FM integrata. | USB                                             | Dock connector        | 9 settembre 2009                                 | 139$, 169$                         | 139€, 159€                                          |
| nano    | Sesta          | iPod nano sesta generazione      | 8, 16 GB | Dimensioni dimezzate e scomparsa di "Click Wheel" perché interamente touch. Sprovvisto di videocamera, ma provvisto di gancio stile iPod shuffle e di funzioni più avanzate per quanto riguarda il contapassi. Possibilità di trasformarlo in orologio grazie ad una serie di cinturini. | USB                                             | Dock connector        | 9 settembre 2010                                 | 169$, 199$                         | 139€, 159€                                          |
| nano    | Settima        | iPod nano sesta generazione      | 16 GB | Completamente riprogettato, il nuovo iPod nano è dotato di un display da 2,5" touchscreen e un tasto "Home", due tasti per regolare il volume e il nuovo connettore Lightning. Grazie alla lunghezza del dispositivo, è aumentata la capienza della batteria agli ioni di litio, che può raggiungere le 40 ore di riproduzione musica e le 3,5 ore di riproduzione video. È stato integrato il Bluetooth ed è disponibile in vari colori.                                               | USB                                             | Lightning             | 12 settembre 2012                                | 179€                               |                                                     |
| shuffle | Prima          | iPod shuffle prima generazione   | 512 MB, 1 GB | Nuovo modello, il primo iPod senza schermo o rotella. Il primo iPod a utilizzare memorie flash al posto dell'hard disk. È possibile scegliere le canzoni in ordine oppure casualmente. | USB                                             | USB                   | 11 gennaio 2005                                  | 99$, 149$ (in seguito 69$, 99$)    |                                                     |
| shuffle | Seconda        | iPod shuffle seconda generazione | 1, 2 GB | Case in alluminio con riduzione di dimensione, inclusione di una clip per i vestiti. Modello in più colori | USB (solo via dock)                             | Jack audio modificato | 12 settembre 2006                                | 79$ (in seguito 49$, 69$)          |                                                     |
| shuffle | Terza          |                                  | 4 GB | Riduzione di dimensione, clip per i vestiti, controlli di riproduzione presenti solo sul cavo degli auricolari. Nuova tecnologia "VoiceOver", che, abbassando il volume della canzone, ti dice il titolo e l'autore. | USB (solo via dock)                             | Jack audio modificato | 11 marzo 2009                                    | 79$                                | 75€                                                 |
| shuffle | Quarta         |                                  | 2 GB | Si torna alla ghiera con i tasti, clip per i vestiti, e un pulsante dedicato per il VoiceOver. | USB (solo via dock)                             | Jack audio modificato | 2 settembre 2010                                 | 79$                                | 55€                                                 |
| touch   | Prima          | iPod touch prima generazione     | 8, 16, 32 GB. | Un iPod con schermo da 3.5" con tecnologia Multi-touch simile all'iPhone. Aggiornamento a pagamento alla versione 2.0 del sistema che attiva l'App Store. È dotato di connettività Wi-Fi, 802.11b/g. | USB (FireWire solo per carica batteria)         | Dock connector        | 5 settembre 2007                                 | 299$, 399$, 499$                   |                                                     |
| touch   | Seconda        |                                  | 8, 16, 32 GB | Speaker e controlli volume laterali. Supporto microfono (esterno) e modulo bluetooth limitato (Visibile a partire dal firmware 3.0, prima nascosto e usato solo per il nike+iPod). Nuovo design simile all'iPhone 3G. | USB                                             | Dock connector        | 9 settembre 2008                                 | 199$, 299$, 399$                   | 199€, 299€, 399€                                    |
| touch   | Terza          | 32, 64 GB                        | Speaker e controlli volume laterali. Supporto microfono (esterno) e modulo bluetooth limitato (Visibile a partire dal firmware 3.0, prima nascosto e usato solo per il nike+iPod). Nuovo design simile all'iPhone 3G. Nuovo processore per prestazioni migliorate e incluso nella confezione cuffie con telecomando e microfono integrato. In vendita inizialmente col firmware 3.1, aggiornabile a iOS 4.X. | USB | Dock connector                                  | 9 settembre 2009      | 299$, 399$                                       |                                    |                                                     |
| touch   | Quarta         | iPod touch quarta generazione    | 8, 32, 64 GB | Speaker e controlli volume laterali. Supporto microfono integrato e modulo bluetooth. Nuovo design più sottile (7,2 contro gli 8 della terza generazione. Nuovo SoC (Apple A4) per prestazioni migliorate. Inserita una fotocamera frontale VGA e una posteriore con microfono; registrazione video in HD (fino a 720p) e geotagging incluso per foto e video. In vendita inizialmente col firmware 4.1. Dal 5 ottobre 2011 è disponibile anche in bianco e con iOS 5.0 di serie.       | USB                                             | Dock connector        | 1º settembre 2010 5 ottobre 2011                 | 199$, 299$, 399$                   | 199€, 299€, 399€                                    |
| touch   | Quinta         | iPod touch quinta versione       | 16, 32, 64 GB | Numerosi cambiamenti rispetto alla generazione precedente, tra cui lo schermo da 4 pollici IPS, la registrazione di video a 1080p, il chip A5, il supporto per Siri, nuova scocca con alluminio anodizzato colorato. I primi modelli base da 16GB erano privi della fotocamera iSight. | USB                                             | Lightning             | 12 settembre 2012 30 maggio 2013 (versione 16GB) |                                    | (16GB) 249€,(32GB) 329€,(64GB) 439€                 |
| touch   | Sesta          |                                  | 16, 32, 64, 128 GB | Nuovi colori, taglio da 128GB, chip Apple A8 e Wifi più veloce rispetto alla generazione precedente. | USB                                             | Lightning             | 15 Luglio 2015                                   |                                    | (16GB) 239€, (32GB) 289€, (64GB) 349€, (128GB) 469€ |
| touch   | Settima        |                                  | 32, 128, 256 GB | Disponibile fino a 256GB, chip Apple A10 e supporto a nuove funzionalità software come videochiamate FaceTime di gruppo e AR | USB                                             | Lightning             | 12 Gennaio 2019                                  |                                    |                                                     |

## Strategie commerciali

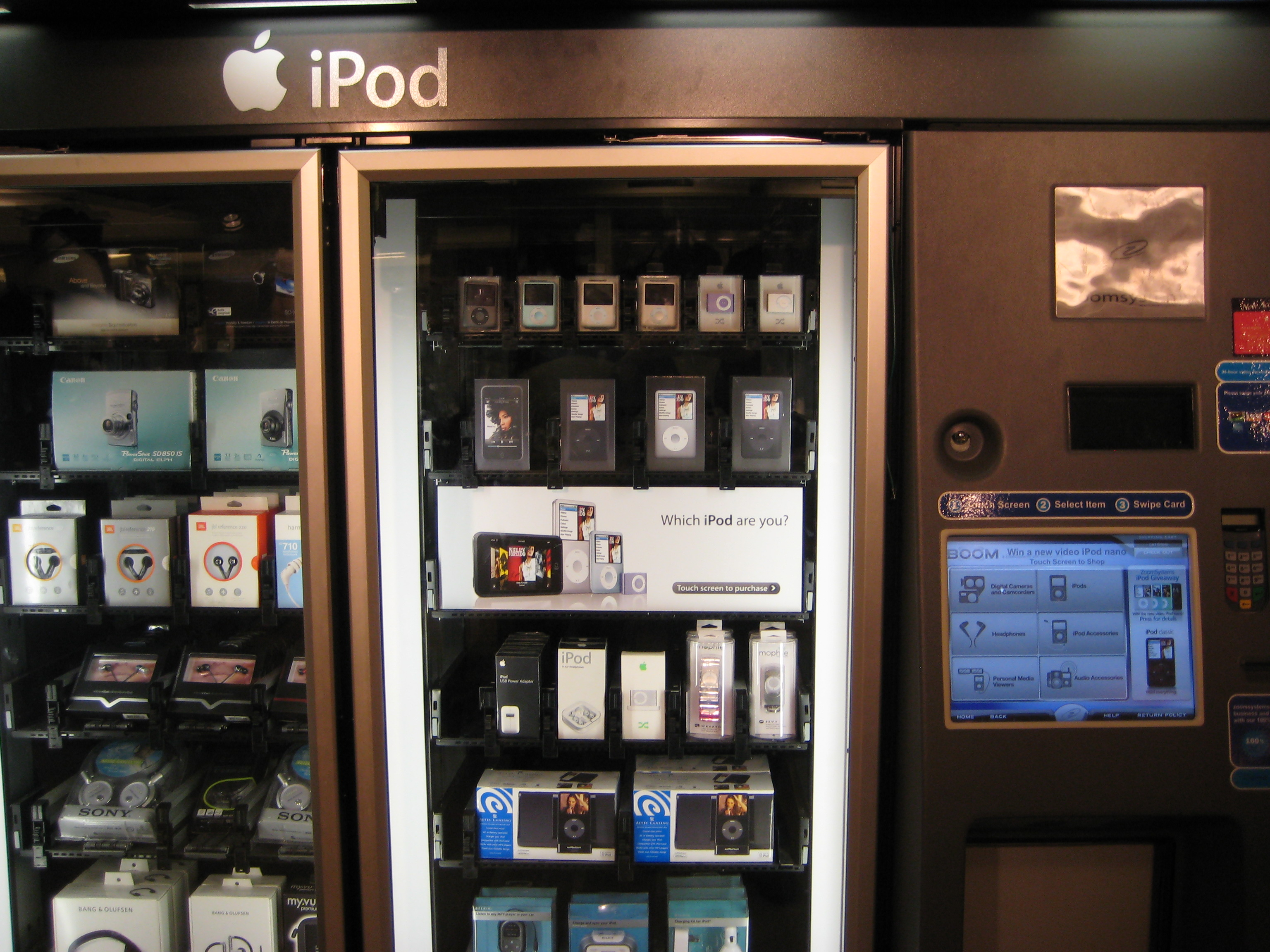
Venditore di iPod

Nato tra contrasti interni (perché molti nella casa madre non ne vedevano l'utilità), l'iPod è stato un successo immediato e rappresenta, oltre a una fonte di incassi, una pedina fondamentale nella strategia commerciale Apple. Nella presente e soprattutto futura battaglia commerciale che si svolgerà per i dispositivi di intrattenimento digitali, l'iPod permette ad Apple di avere un nome largamente riconosciuto, la larga diffusione del formato audio AAC che può incorporare restrizioni alla distribuzione (i cosiddetti Digital Rights Management o DRM) con FairPlay e numerosi contratti con molte figure di spicco della musica attraverso il sito iTunes Store e il software iTunes, il tutto con una forte integrazione con la sua piattaforma informatica Macintosh.
Apple e Hewlett-Packard, secondo produttore statunitense di Personal Computer, conclusero un accordo nel gennaio 2004 per la rivendita di una versione dell'iPod sotto il marchio HP, permettendo così alla società di rafforzare la propria posizione sul mercato dell'elettronica di largo consumo. Il modello targato HP è stato messo in vendita il 27 agosto 2004 negli USA fino al settembre 2005.
Apple venne citata in giudizio nel 2003 a causa della durata delle batterie; un documentario della rete televisiva Arte mise in rilievo il fatto che la batteria aveva una durata assai limitata, difetto combinato al fatto che non era possibile acquistare nuove batterie. Secondo il documentario, si trattò di un chiaro caso di obsolescenza pianificata. Solo dopo essere stata messa sotto pressione, l'azienda acconsentì ad offrire un servizio tecnico che fosse disposto a sostituire le batterie.

## Successo commerciale
| Anno fiscale | 1º trimestre | 2º trimestre | 3º trimestre | 4º trimestre |
| ------------ | ------------ | ------------ | ------------ | ------------ |
| 2002         | 125 000      | 57 000       | 54 000       | 140 000      |
| 2003         | 219 000      | 78 000       | 304 000      | 336 000      |
| 2004         | 733 000      | 807 000      | 860 000      | 2 016 000    |
| 2005         | 4 580 000    | 5 311 000    | 6 155 000    | 6 451 000    |
| 2006         | 14 043 000   | 8 526 000    | 8 111 000    | 8 729 000    |
| 2007         | 21 066 000   | 10 549 000   | 9 815 000    | 10 200 000   |
| 2008         | 22 121 000   | 10 644 000   | 10 011 000   | 11 052 000   |
| 2009         | 22 727 000   |              |              |              |

Fin dal suo debutto l'iPod ha dimostrato subito di essere molto ben voluto dal pubblico, nel corso degli anni il suo successo è cresciuto fino a esplodere nel 2004 con la presentazione dell'iPod mini e dell'iPod di quarta generazione. Una ricerca svolta NPD group afferma che l'iPod ha raggiunto il 92% della quota di mercato dei lettori musicali basati su hard disk (negli Stati Uniti nel settembre 2004) e rappresenta il 65% di tutti i lettori di musica digitale.
Il 16 dicembre è stata data la notizia della vendita di 10 milioni di iPod. Nel solo 2004 Apple ha dichiarato 8,2 milioni di iPod venduti e di questi 4,5 nell'ultimo quadrimestre dell'Anno (periodo settembre-dicembre). Apple afferma di detenere il 65% degli incassi derivati da lettori MP3 in America nel 2004. Il rimanente è diviso tra 29% legato a lettori su memorie flash e il 6% ottenuto da altri tipi di lettori. Nel 2005 con l'iPod shuffle Apple ha acquisito importanti fette di mercato raggiungendo il 50% del mercato di lettori digitali basati su memorie flash degli Stati Uniti d'America.
Le case automobilistiche tedesche BMW e Audi, per prime hanno dotato di serie su una linea di modelli, un connettore integrato nell'impianto audio, atto a ricevere come Plug-in l'iPod, e per la prima volta anche una piccola vettura di grande serie, la Toyota Yaris nella versione Navi (presentata al salone di Francoforte), può disporre come optional, insieme al navigatore satellitare, la presa USB e il connettore iPod per l'ascolto di file musicali MP3, mentre la Smart Fortwo offre di serie, su alcuni modelli, l'impianto audio con iPod incluso invece di un normale riproduttore stereo.
L'iPod detiene il primato nel settore dei lettori di musica digitale, rappresentando ben il 75% del mercato nel 2006. È il lettore MP3 più venduto e famoso al mondo e il 9 marzo 2007 Apple ha annunciato di aver venduto più di 100 milioni di unità iPod.
Il 9 settembre 2008 durante la presentazione di un aggiornamento dei prodotti Steve Jobs ha reso noto che il lettore aveva venduto più di 160 milioni di pezzi, con una percentuale di mercato negli Stati Uniti d'America superiore al 73%.